# Mahmoud Ben Mahmoud
Pour les articles homonymes, voir Ben Mahmoud.
Mahmoud Ben Mahmoud, né en 1947 à Tunis, est un réalisateur et scénariste tunisien.

## Biographie
Mahmoud Ben Mahmoud est né dans une famille d'origine turque venue s'installer en Tunisie en 1710, à l'époque beylicale. Son père est un théologien amateur d'arts et de littérature. Ben Mahmoud effectue ses études à l'Institut national supérieur des arts du spectacle et des techniques de diffusion de Bruxelles et en sort diplômé. Il fait également des études en histoire de l'art, en archéologie et en journalisme à l'Université libre de Bruxelles.
Il commence sa carrière en réalisant des courts métrages, tels que Escurial (1967), Les Vieux (1970), Comic Strip (1970). Il est ensuite scénariste sur les films Le fils d'Amr est mort (1975) de Jean-Jacques Andrien et Kfar Kassem de Borhane Alaouié. En 1982, il réalise son premier long métrage intitulé Traversées. En 1986, il est membre du jury du Festival international du film fantastique de Bruxelles. En 1991, avec Fadhel Jaïbi, il co-réalise son deuxième long métrage Poussière de diamant, qui sort en 1992. Le film, qui traite de la vie de la communauté italienne en Tunisie, est sélectionné à la Quinzaine des réalisateurs au festival de Cannes. Il réalise ensuite Italiani dell' altra riva en 1992, et Anastasia de Bizerte en 1996, deux films documentaires.
Il réalise en 1996 un court métrage de 29 minutes intitulé Albert Samama Chikli, ce merveilleux fou filmant avec ses drôles de machines, où il retrace la vie du pionnier du cinéma tunisien, Albert Samama-Chikli, notamment à travers des images de ses deux films de fiction, Zohra et La Fille de Carthage, et des témoignages de sa fille, Haydée Tamzali. Il réalise également d'autres films documentaires tels que Ennejma Ezzahra en 1998, Les Mille et une voix en 2001 et Fadhel Jaïbi, un théâtre en liberté en 2003. Cette même année sort son long métrage Les Siestes grenadine. En 2006, il réalise Les Beys de Tunis, une monarchie dans la tourmente coloniale.
Il a également réalisé en 2012 Le Professeur (ar), dont il a écrit lui-même le scénario.

## Filmographie
- 1967 : Escurial (court métrage)
- 1970 : Les Vieux (court métrage)
- 1970 : Comic Strip (court métrage)
- 1982 : Traversées
- 1992 : Poussière de diamant
- 1992 : Italiani dell' altra riva (documentaire)
- 1996 : Anastasia de Bizerte (documentaire)
- 1996 : Albert Samama Chikli, ce merveilleux fou filmant avec ses drôles de machines (documentaire)
- 1998 : Ennejma Ezzahra (documentaire)
- 1999 : Les Siestes grenadine
- 2001 : Les Mille et une voix (documentaire)
- 2003 : Fadhel Jaïbi, un théâtre en liberté (documentaire)
- 2004 : Les Suspects
- 2006 : Les Beys de Tunis, une monarchie dans la tourmente coloniale (documentaire)
- 2012 : Le Professeur (ar)
- 2018 : Fatwa